# Santa María (Colômbia)

Localização de Santa María no departamento de Boyacá.

Santa María é um município no departamento de Boyacá, na Colômbia.